# Martyrs de Manchester
 (avril 2021).
Si vous disposez d'ouvrages ou d'articles de référence ou si vous connaissez des sites web de qualité traitant du thème abordé ici, merci de compléter l'article en donnant les références utiles à sa vérifiabilité et en les liant à la section « Notes et références ».

Portraits des martyrs de Manchester – Michael O'Brien, William Philip Allen et Michael Larkin.

Les martyrs de Manchester — William Philip Allen, Michael Larkin et Michael O'Brien — étaient des membres de l'Irish Republican Brotherhood, une organisation visant à briser l'emprise britannique sur l'Irlande. Ils ont été condamnés et exécutés pour le meurtre d'un officier de police à Manchester, en Angleterre, en 1867. Ce trio faisait partie d'un groupe d'une trentaine de Fenians qui ont attaqué un véhicule de police hippomobile transportant deux chefs de l'organisation, Thomas Kelly et Timothy Deasy, à Belle Vue Gaol. Le sergent de police Charles Brett, voyageant à l'intérieur avec les clés, est tué lorsque les assaillants forcèrent le cadenas du fourgon. Kelly et Deasy furent libérés, après qu'un autre prisonnier a pris les clés sur le corps de Brett et les a transmis au groupe à l'extérieur par la grille de ventilation. La police ne retrouvera jamais ces deux fugitifs.
Deux autres personnes ont été condamnés coupables pour le meurtre de Brett, Thomas Maguire et Edward O'Meagher Condon, mais leur condamnation à mort fut annulée : O'Meagher Condon bénéficia de l'intervention du gouvernement américain - il était citoyen américain - et les preuves rassemblées contre Maguire se dévoilèrent être insuffisantes. Allen, Larkin, et O'Brien furent pendus en place publique sur une structure temporaire construite sur le mur de Salford Gaol, le 23 novembre 1867, devant une foule de 8 000 à 10 000 personnes.
Brett est le premier officier de la police de Manchester à être assassiné en service, et un monument commémoratif est placé dans l'église Saint-Anne. La mémoire d'Allen, Larkin, et O'Brien est également commémorée, à Manchester — où la communauté irlandaise représente 10 % de la population — comme en Irlande, où ils sont considérés comme des héros.
Leur exécution a inspiré les paroles du chant God Save Ireland, dont le refrain reprend leurs dernières paroles.
La Servante d'Erin est une statue, un mémorial aux Martyrs de Manchester. Elle se situe à Tipperary (comté de Tipperary en Irlande).